# オスカー・シュレミルヒ
オスカー・クサーヴァー・シュレミルヒ（独: Oskar Xavier Schlömilch、1823年4月13日 ヴァイマル – 1901年2月7日
）は、ドイツの数学者。Schlömilchはシュレーミルヒとも。解析学の功績で知られる。1842年イェーナ大学で博士号を取得し、1859年にドレスデン工科大学教授になった。
ベッセル関数の特殊な場合であるシュレミルヒ関数に名を残している。教科書執筆や、1856年に創刊した雑誌 Zeitschrift für Mathematik und Physik の編集も行っていた。サム・ロイドが以前考案した解体パラドックスを1868年に初めて発表した。
1862年、スウェーデン王立科学アカデミー外国人会員に選出された。

## 功績
次の定理はシュレミルヒに帰せられる。
三角形の頂垂線の中点と対応する辺の中点を結ぶ直線は類似重心で交わる。

## 書籍
- シュレミルヒ 著、樺正董 訳『微分積分学 微分学之部』三省堂、1901年。NDLJP:828998。
- シュレミルヒ 著、樺正董 訳『微分積分学 積分学之部』三省堂、1901年。NDLJP:828999。